# Andrew Neil
Andrew Neil (nascut el 21 de maig del 1949) és un periodista i presentador escocès. El 2019 presenta programes en directe de política com This Week a la cadena BBC One i Politics Live a la cadena BBC Two. Neil va ser nomenat editor del diari The Sunday Times per Rupert Murdoch, i va desenvolupar aquest càrrec del 1983 fins al 1994. Aleshores va esdevenir col·laborador del periòdic Daily Mail. El 1988 va ser el president fundador de Sky TV, també part de les empreses de Murdoch. Actualment és president de Press Holdings Media Group, que inclou noms com The Spectator, i ITP Media Group.